# Köhünlü
Köhünlü è un comune dell'Azerbaigian situato nel distretto di Kürdəmir.